# Biondo Biondi
Biondo Biondi (Bronte, 12 novembre 1888 – Milano, 19 novembre 1966) è stato un giurista italiano.

## Biografia
Biondo Biondi nacque a Bronte il 18 novembre 1888 da Leonardo Biondi e Antonella Pastanella. Si laureò in Giurisprudenza presso l'Università degli Studi di Palermo nel 1910.
Allievo di Salvatore Riccobono, divenne professore di diritto romano nel 1912 all'Università degli Studi di Perugia, per poi passare all'Università degli Studi di Catania nel 1914, dove rimase fino al 1931, quando ottenne la cattedra di diritto romano presso l'Università Cattolica del Sacro Cuore di Milano, dove rimase fino al pensionamento. 
Sostenitore inizialmente del metodo interpolazionistico, se ne distaccò all'inizio degli anni '30, indirizzandosi verso la ricostruzione storica degli istituti e delle dottrine sia del diritto romano classico sia del diritto postclassico giustinianeo. Vasta fu la sua produzione di opere di carattere prevalentemente dogmatico.
Dichiarato professore emerito nel 1965, vennero pubblicati in suo onore quattro volumi di Studi, cui collaborarono studiosi italiani e stranieri. Fu socio nazionale dell'Accademia Nazionale dei Lincei, membro effettivo dell'Istituto lombardo di scienze e lettere e di altre accademie.
Morì a Milano il 19 novembre 1966.

## Opere principali
- La compensazione nel diritto romano (1927)
- Istituzioni di diritto romano (1929-30; 1965)
- Successione testamentaria e donazioni (1943)
- Le servitù prediali (1946)
- Diritto romano e marxismo (1953)
- Il diritto romano-cristiano (1952-54)
- Il diritto romano (1957)
- Le donazioni (1961)